# جبهه مقاومت ملی افغانستان
جبههٔ مقاومت ملی در برابر طالبان، مقاومت پنجشیر یا مقاومت دوم اتحادی از اعضای پیشین ائتلاف شمال و دیگر مخالفان طالبان است که در پاسخ به هجوم طالبان در افغانستان در روزهای پایانی ماه اسد سال ۱۴۰۰ و پس از سقوط کابل و جمهوری اسلامی افغانستان تحت رهبری سیاستمدار و فرماندهٔ نظامی احمد مسعود پایه گذاری شد. این اتحاد تنها مقاومت سازمان یافته ضد طالبان در افغانستان است، و احتمال می‌رود که جنگ‌های چریکی ضد طالبان برنامه‌ریزی شود. این مقاومت خواستار «دولتی فراگیر» در افغانستان شده‌است. همچنین خواستار حق تمامی شهروندان از جمله زنان هستند.
در ۱۷ اوت ۲۰۲۱، امرالله صالح با استناد به مفاد قانون اساسی افغانستان، خودش را از پایگاه عملیاتی در دره پنجشیر رئیس‌جمهور افغانستان اعلام کرد و گفت که او عملیات نظامی علیه طالبان را از آنجا ادامه خواهد داد. ادعای او به ریاست جمهوری توسط احمد مسعود، بسم‌الله خان محمدی وزیر دفاع سابق افغانستان و سفارت افغانستان در تاجیکستان و سفیر آن محمدظاهر اغبر تأیید شد.
در ۶ سپتامبر، طالبان ادعای کنترل این ولایت و پیروزی کرده و پرچم امارت را در برابر فرمانداری پنجشیر برافراشت. با این حال، مقاومت پنجشیر این پیروزی را رد کرد و اظهار داشت که آنها هنوز «در سراسر دره» حضور دارند. طالبان از ساکنان منطقه درخواست کرد تا در خانه‌های خود بمانند و فرار نکنند تا آسیبی به آنها نرسد.

## پیش‌زمینه

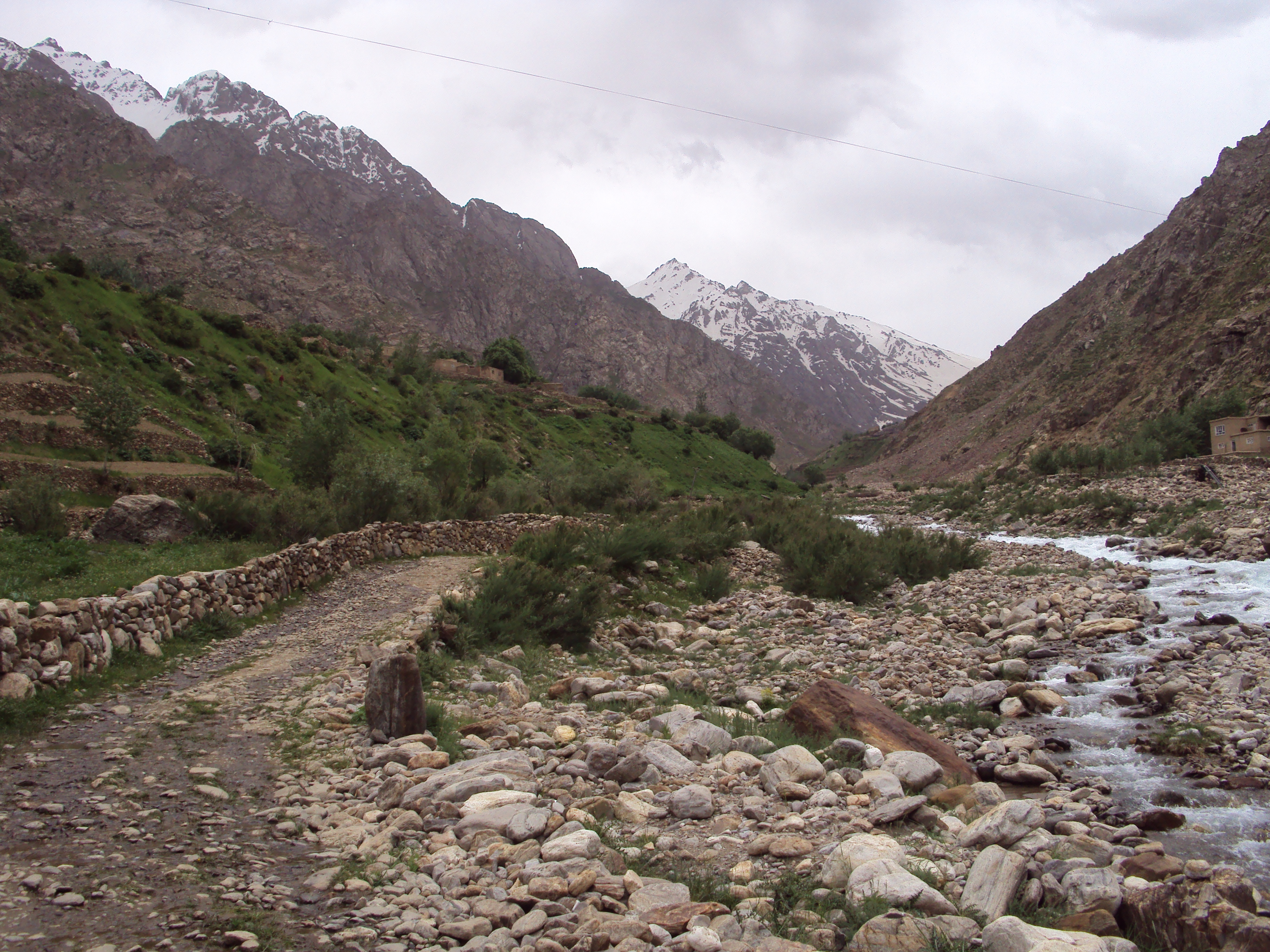
نمایی از دره پنجشیر

پنجشیر به عنوان یک منطقهٔ کوهستانی، پایگاه توانمند عملیات برای مبارزان ضد شوروی و پسان برای ائتلاف شمال بود. این مکان زادگاه احمد شاه مسعود رهبر اتحاد ضد شوروی است. فرزند وی، احمد مسعود، به‌طور گسترده‌ای به عنوان جانشین او شناخته می‌شود.
در ماه ژوئیه ۲۰۲۱، بقایای ائتلاف شمال تحت پرچم مقاومت دوم شروع به فعالیت کردند. احمد مسعود در یک آپ-اد به واشینگتن پست در ۱۸ اوت ۲۰۲۱، خواستار کمک جهانی شد، و اعلام کرد که مهمات و لوازم کافی در دسترس نخواهد بود مگر اینکه کمک‌های بین‌المللی فراهم شود. بنابر گزارش یک ناظر، از تاریخ ۱۷ اوت، درهٔ پنجشیر بود «از همه طرف تحت محاصره» اما تحت حمله مستقیم قرار نگرفته‌است. مسعود تمایل خود را برای مذاکره با طالبان اعلام کرده‌است.
بنابر اظهارات چند تن از سربازان ناشناس سابق آمریکایی و انگلیسی، برخی از پیمانکاران که قبلاً در افغانستان فعالیت داشتند و تعدادی از افغان‌ها که در خارج از کشور کار یا زندگی می‌کنند، با هم به جمع‌آوری پول به منظور کمک به مبارزان پنجشیر روی آوردند.
مسئول روابط خارجی مقاومت، علی میثم نظری، گفت که طالبان پس از کنترل کابل دست به گریبان هستند.

## تاریخچه
پس از خروج نظامیان آمریکایی و ناتو از افغانستان در سال ۲۰۲۱ و هجوم دوبارهٔ طالبان به مناطق تحت کنترل جمهوری اسلامی افغانستان، تمام شهرها و ولایات افغانستان در مدت زمان کوتاهی یکی پس از دیگری سقوط کرده و بدست نیروهای طالبان افتادند. سرانجام در ۲۴ اسد ۱۴۰۰ و به دنبال نزدیک‌شدن جنگجویان طالبان به شهر کابل، محمداشرف غنی رئیس‌جمهور قانونی افغانستان، کابل را ترک کرده و پایتخت افغانستان نیز به تصرف نیروهای طالبان درآمد. بدین ترتیب ۳۳ ولایت افغانستان به جز ولایت پنجشیر پس از حدود ۲۰ سال تحت کنترل دوبارهٔ طالبان درآمد و گروه طالبان که پس از عملیات آزادی بلندمدت در سال ۲۰۰۱ از صحنهٔ سیاسی افغانستان کنار زده شده بود مجدداً توانست با ایجاد امارت اسلامی افغانستان به قدرت برسد.

### افراد و اهداف
پس از این سلسله رویدادهای سریع که منجر به سقوط دولت قانونی افغانستان پس از ۲۰ سال شد، احمد مسعود پسر احمد شاه مسعود قهرمان ملی افغانستان، ضمن خروج از کابل
اعلام کرد که به درهٔ پنجشیر رفته‌است و از افغان‌های مناطق و قبایل افغانستان خواست تا ضمن پیوستن به وی علیه طالبان بجنگند.
احمد مسعود گفت: «طالبان همهٔ قدرت را تصرف نکرده و هنوز هم می‌توان کاری کرد و از جامعهٔ بین‌المللی خواست تا از این مبارزه حمایت کنند.»
وی در روز ۱۶ اوت با انتشار مقاله‌ای در مجلهٔ فرانسوی لا رِگل دو ژو عنوان کرد که تصمیم گرفته که مانند پدرش مبارزه برای آزادی و رهایی از استبداد در افغانستان را سازماندهی کند.
وی در این مقاله نوشته‌است: «من و همرزمانم همراه با تمام افغان‌هایی که بندگی را نمی‌پذیرند خون خود را خواهیم داد. همهٔ آزادی‌خواهان از هر قوم و قبیله‌ای را به پیوستن به پایگاه‌مان در پنجشیر، آخرین منطقهٔ آزاد میهن در حال احتضارمان فرا می‌خوانم.»
احمد مسعود ضمن مقایسهٔ وضعیت کنونی افغانستان با اروپا در زمان آغاز جنگ جهانی دوم ادامه داده‌است: «ما افغان‌ها در همان شرایطی هستیم که اروپا در سال ۱۹۴۰ قرار داشت.» وی با نام بردن از ایالات متحدهٔ آمریکا، اروپا، کشورهای عربی و دیگران از آن‌ها کمک خواست و نوشت: «خطابم به همهٔ شما است. شمایی که به ما پیش‌تر و در جریان مبارزه برای آزادی علیه شوروی و طالبان در ۲۰ سال پیش آنقدر کمک کردید: شما دوستان عزیز آزادی آیا بار دیگر ما را همچون گذشته یاری خواهید کرد؟ با وجود خیانت بعضی‌ها، ما به شما اعتماد زیادی داریم.»
امرالله صالح معاون اول ریاست جمهوری افغانستان نیز پس از خروج اشرف غنی از کشور اعلام کرد که براساس قانون اساسی افغانستان در صورت غیابت، فرار یا مرگ رئیس‌جمهوری، معاون اول بعنوان سرپرست مقام ریاست‌جمهوری قرار می‌گیرد و او از این پس سرپرست دولت این کشور است و این کار حق مشروع و قانونی می‌باشد.
امرالله صالح با نشر پیامی در صفحهٔ توییتر خود بیان کرد: «من هرگز، هرگز و تحت هیچ شرایطی در برابر تروریست‌های طالبان سر خم نخواهم کرد.» او همچنین نوشت: «... هرگز به میراث احمد شاه مسعود، فرمانده و مراد خود خیانت نخواهد کرد و زیر بار پذیرش سلطه طالبان نخواهد رفت … .» وی پس از پیوستن به احمد مسعود در درهٔ پنجشیر، در توئیتی دیگر از مردم افغانستان خواست تا به محور مقاومت در برابر طالبان بپیوندند.
مقاومت هم‌چنین در ۱۸ ژوئیه مدعی شد که از پشتیبانی عبدالرشید دوستم و عطا محمد نور برخوردار است، در حالی که گزارش شده گروه دوستم به ازبکستان گریختند، ۱۰٬۰۰۰ سرباز دوستم می‌توانند به مقاومت پیوسته و نیرویی ۱۵٬۰۰۰ نفره یا بزرگ‌تر را تشکیل دهند. در همان روز، سفارت افغانستان در تاجیکستان عکس‌های غنی در ساختمان سفارت را با عکس‌های صالح عوض کرد.

### یکپارچگی در پنجشیر
پس از سقوط کابل نیروهای ضد طالبان از جمله معاون سابق رئیس‌جمهور صالح به منظور ایجاد یک جبهه مقاومت به درهٔ پنجشیر، تنها منطقهٔ افغانستان که توسط طالبان کنترل نمی‌شود، نقل مکان کرد.
در ۱۷ اوت ۲۰۲۱, سربازان تاجیک ارتش ملی افغانستان با تانک و پرسنل حامل برای حمایت از مقاومت به دره پنجشیر رسیدند. پیش از سقوط کابل، پنجشیری‌ها شروع به حرکت تجهیزات نظامی، از جمله هلیکوپتر و وسایل نقلیهٔ زره پوش از مناطق اطراف به ولایت پنجشیر کردند. در آنجا، آنها با فرماندهان و سربازان سپاه کماندو ارتش ملی افغانستان دیدار کردند. بسیاری از پس از فرار از قندوز، بدخشان، تخار و بغلان، در ولسوالی اندراب بغلان گرد هم آمدند و به پنجشیر رفتند.
بر اساس گزارش‌های تأیید نشده، فرماندهی صالح موفق به پس گرفتن چاریکار، پایتخت ولایت پروان شد، که از ۱۵ اوت ۲۰۲۱ در دست طالبان بود و جنگ در پنجشیر آغاز شد. در حدود همان زمان گزارش‌های تأیید نشده اعلام کرد که بقایای ارتش افغانستان بنابر درخواست مسعود و وزیر دفاع و محمدی و فرماندهان ولایت‌ها در درهٔ پنجشیر تجمع کردند. غیرنظامیان محلی نیز به تمایل خود را برای بسیج شدن اعلام کردند.
در ۱۸ اوت ۲۰۲۱ مقاومت پنجشیر ادعا کرد که از حمایت عبدالرشید دوستم و عطا محمد نور برخوردار است، و گزارش شد که اعضای گروه دوستم، به ازبکستان عقب‌نشینی کردند، اما حدود ۱۰ هزار سرباز آماده جنگ هستند و در صورت نیاز به پنجشیر فرستاده می‌شوند تا تعداد نیروها را به بیش از ۱۵ هزار نفر برساند. در همان روز کارمندان سفارت افغانستان در تاجیکستان عکسهای غنی را در ساختمان سفارت با عکس‌های صالح جایگزین کردند.

### ولایت بغلان
در ۲۰ اوت ۲۰۲۱، جنگجویان ضد طالبان ولسوالی‌های اندراب، پل حصار و ده‌صلاح در استان بغلان را پس گرفتند که در نتیجهٔ آن ۶۰ مبارز طالب کشته شدند. گزارش‌های سمعی از وقایع منتشر شده در رسانه‌های اجتماعی و توسط آژانس خبری پژواک گزارش شد. همچنین گزارش شد که نیروهای عبدالحمید دادگر، روستای بنو در بغلان را باز پس گرفت، اگرچه طالبان در این مورد اظهار نظر نکرد. منبعی در مقاومت پنجشیر مشارکت خود را در عملیات ولایت بغلان اعلام کرد و گفت که آنها در حال برنامه‌ریزی برای تصرف بزرگراه شمال هستند که می‌تواند ارتباط با تاجیکستان و ازبکستان را تسهیل ببخشد. طالبان در حساب‌های رسانه‌هایی این امر را تأیید کرد و تلفات خود را ۱۵ نفر کشته و ۱۵ مجروح اعلام کرد؛ طالبان این حمله را با توجه به عفوی که ارائه کرده بودند، یک «خیانت» اعلام کردند.
به گفته صدیق‌الله شجاع، عضو سابق نیروهای امنیت ملی افغانستان دلایل حذف طالبان از اندراب به آن دلیل بود که طالبان به جستجوی خانه‌های خصوصی مردم پرداختند که به عنوان یک تخلف از توافقنامهٔ دوحه است. شجاع اظهار داشت که طالبان وارد خانه‌ها می‌شوند و «مردم را مورد آزار و اذیت قرار می‌دهند. در روستاهای ما، مردم بسیار سنتی و مسلمان هستند. هیچ دلیلی برای طالبان نیست که به ما در مورد اسلام درس بدهند.» عبدالرحمان فرمانده سابق زندان بغلان اظهار داشت: «همه مردم دره علیه طالبان برخاسته‌اند. ما از مبارزان طالبان نمی‌ترسیم.»

## تحلیل
با توجه به هفته‌نامهٔ اکونومیست، این مقاومت «سرگردان به نظر می‌رسد». روزنامهٔ ایندیپندنت نگرانی خود را اعلام و اظهار کرد، از آنجا که طالبان سلاح‌های نظامی، تجهیزات توپخانه‌ای و هواپیماهای غربی را در طول هجومشان و سقوط افغانستان در اختیار دارند، مبارزان در پنجشیر به احتمال زیاد توسط مبارزان طالبان شکست خواهند خورد.
یک روزنامه‌نگار ناشناس افغان گفت که اگر این گروه می‌خواهد پنجشیر را نگه دارد، باید شروع به برنامه‌ریزی برای مقاومت در برابر طالبان کند. همچنین تحلیلگر بیل روجیو استدلال کرد که «چشم‌انداز مقاومت پنجشیر غم‌انگیز است»، اگرچه پایگاه آن به خوبی قابل دفاع است و صالح می‌تواند به شبکهٔ گسترده‌ای از حامیان بالقوه در سراسر کشور تکیه کند.
متخصص افغانستان ژیل دورونسورو از دانشگاه سوربن فرانسه گفت از آنجا که تهدید این مقاومت بزرگ نیست، نیروهای طالبان می‌توانند یک شهربندان را در پنجشیر اجرا کنند. همچنین نگرانی‌هایی وجود دارد که صالح و مسعود با اینکه هر دو مخالف طالبان هستند، از زمینه‌های مختلف سیاسی برخاسته‌اند، و احمد مسعود جذبهٔ روحانی همانند پدرش را ندارد. کیم سنگوپتا گفت که حمایت از مقاومت بستگی به آن دارد که تا چه حد طالبان منفور بودند و تا چه حد مردم مایل به ایستادن در برابر آنها خواهند بود زیرا طالبان قول داده که به تمام کسانی که برای نیروهای ناتو کار کرده‌اند مصونیت قضایی بدهد.
دیوید لویین پیشنهاد کرد که این مقاومت شانس بهتری برای به دست آوردن حمایت بیشتر از تمام اقوام افغانستان در برابر طالبان می‌داشت، اگر صالح به عنوان رئیس یک ائتلاف گسترده و نه فقط به عنوان نمایندهٔ تاجیک‌ها شناخته می‌شد. لویین گفت که جهان ممکن است دلیلی برای به رسمیت شناختن طالبان نداشته باشد اگر مبارزان این مقاومت همچنان به جنگ و پس گرفتن قلمرو ادامه دهند.
فارین پالیسی اظهار داشت که نسل‌های افغان که قبلاً حکومت طالبان را تجربه نکرده‌اند، به احتمال زیاد به مقاومت در برابر طالبان برمی‌خیزند. آنها اظهار داشتند که اگر طالبان همچنان به هدف قرار دادن افراد با لینک به دولت سابق دست بزنند، حمایت از مقاومت رشد خواهد کرد، اما اگر یک دولت آینده شامل حامد کرزی و عبدالله عبدالله باشد، این حمایت‌ها پایان خواهد یافت.
کاوه کرامی هشدار داد که اگر طالبان قادر به شکست مبارزان پنجشیر شوند، آنها دستاوردهای ساخته شده توسط جامعه بین‌المللی در توسعهٔ افغانستان را به عقب خواهند راند. با این حال، او همچنین گفت که اگر ایده‌های طالبان در مورد یک دولت فراگیر شامل قراردادن چند سیاستمدار «ضعیف» از ادارات دولتی قبلی باشد، در برابر آن مقاومت خواهد شد.